# Abbazia di Santa Maria di Staffarda
L'abbazia di Santa Maria di Staffarda è uno dei grandi monumenti medioevali del Piemonte; conservata in gran parte nella sua integrità del momento di massima espansione, si trova a Staffarda di Revello, in provincia di Cuneo.

## Storia

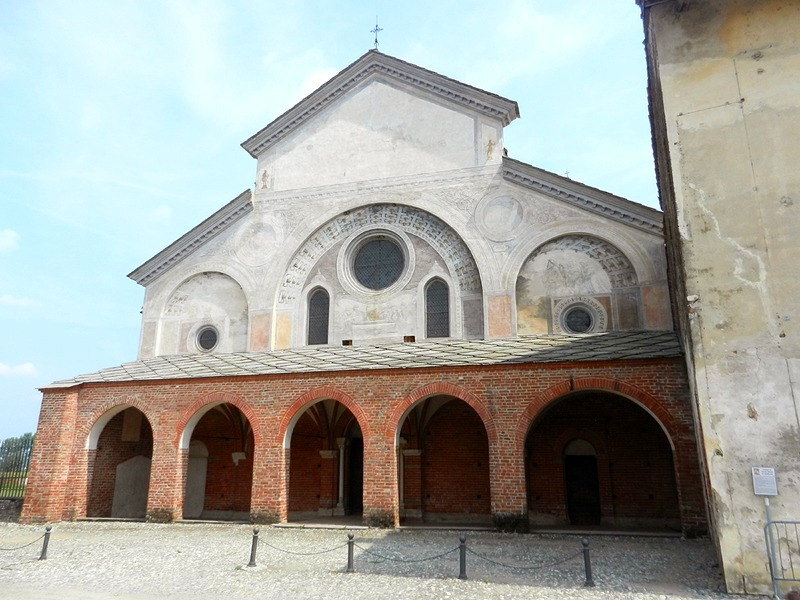
La facciata della chiesa di Santa Maria di Staffarda

È la più cospicua tra le realtà monastiche del territorio saluzzese, costruita almeno tre secoli dopo le altre grandi abbazie di fondazione longobarda. Sull'esistenza nel luogo di altre realtà monastiche prima dell'attuale, non ci sono documenti scritti, ma l'antichità del cristianesimo nel luogo è documentata dell'epigrafe di Onorata datata “mercoledì 6 febbraio 620” scoperta nel 1811 nel pavimento di una stalla dell'abbazia. L'epigrafe secondo gli storici è una testimonianza probabilmente dell'insediamento monastico su di un preesistende edificio ecclesiastico, a dar corpo all'ipotesi concorrerebbero avanzi di mura e di coppi romani nella zona.
L'abbazia di Staffarda fu costruita attendibilmente a partire dal quarto decennio del XII secolo su terreni donati, nei primi anni dello stesso secolo, dal marchese Manfredo I di Saluzzo ai monaci dell'Ordine cistercense, provenienti dall'abbazia di Santa Maria alla Croce di Tiglieto, per farne un centro di bonifica della campagna circostante.
Nell'arco di poco tempo, nel corso del XII secolo, sorgono nell'area piemontese, derivate da La Ferté (che è una, assieme a Citeaux, Morimond, Pontigny e Fontenay, delle “madri” di tutte le fondazioni dell'ordine), quattro abbazie cistercensi: Lucedio in provincia di Vercelli, Staffarda (a Revello in provincia di Cuneo), Casanova (Carmagnola in provincia di Torino) e Rivalta Scrivia (provincia di Alessandria); ma per prima, poco più a sud, su territori dell'Appennino ligure un tempo appartenenti agli Aleramici nonché tuttora in diocesi di Acqui, ne sorse una quinta: Tiglieto (provincia di Genova). Sono infatti Tiglieto e Lucedio i primi insediamenti cistercensi della penisola e, così come l'insieme di tutte le abbazie citate, naturale irradiazione dalla vicina Borgogna e originario principio della successiva irradiazione ad est e a sud.
Su questo territorio il 31 luglio 1690 si svolse la sanguinosa battaglia di Staffarda, tra i piemontesi di Vittorio Amedeo II di Savoia e i francesi del generale Catinat, con danni ingenti alle strutture architettoniche dell'abbazia (in particolare il chiostro e il refettorio).
Nel 1750, con una bolla del papa Benedetto XIV, l'abbazia, che era ormai da secoli eretta in commenda (quindi priva di una propria vita monastica: tra gli abati commendatari ci fu anche il cardinal Maurizio di Savoia), venne affidata all'Ordine dei Santi Maurizio e Lazzaro, creato dai duchi di Savoia.
Sin dal 1968, Heinz Schomann effettuò ricerche sull'abbazia e recentemente ha quindi partecipato agli studi per il volume Guida all'abbazia di Staffarda e al Parco Fluviale del Po, Torino 1999, con un contributo specifico su L'abbazia di Staffarda, redatto in collaborazione con Giuseppe Carità.
La biblioteca dell'abbazia conteneva un cospicuo patrimonio librario, fra cui l'importante manoscritto musicale noto come Codice di Staffarda, ma, in seguito alle diverse spogliazioni subite dall'abbazia, la biblioteca fu dispersa e buona parte dei codici entrarono in possesso di Casa Savoia.

## Arte

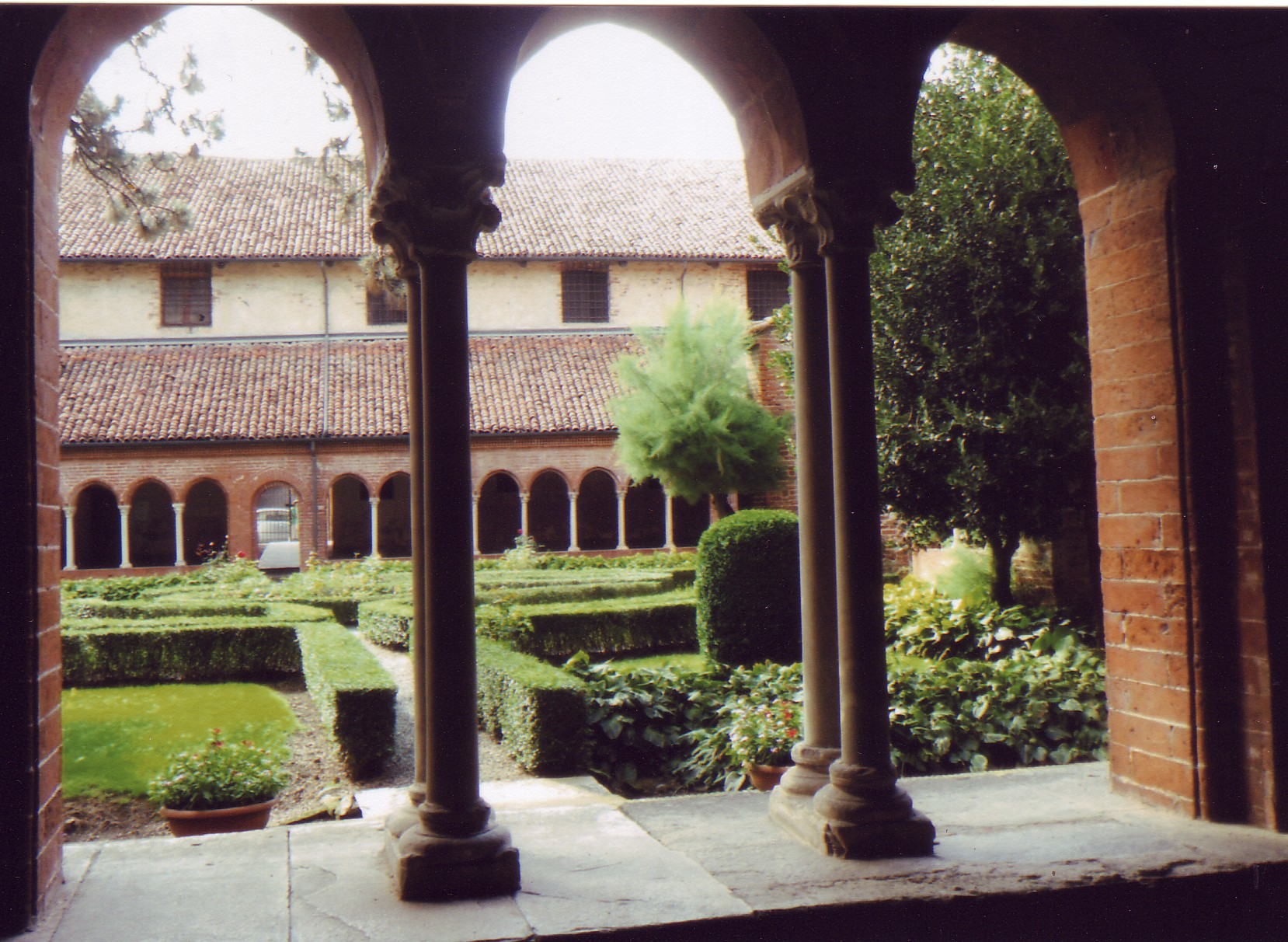
Abbazia di Staffarda il chiostro visto dalla Sala Capitolare

L'insieme degli edifici dell'abbazia di Staffarda presenta un impianto edilizio alquanto complesso, fortemente rimaneggiato nel corso di nove secoli. Vi si osservano principalmente, oltre agli edifici delle strutture produttive agricole, la grande porta della torre d'ingresso alla cinta fortificata due-trecentesca dell'abbazia, la loggia del Grano, sulla piazzetta antistante l'attuale ingresso agli edifici già religiosi, un edificio comunemente noto come ospizio dei pellegrini (ma forse pure struttura produttiva) a due navate voltate a crociera su colonne in pietra, il chiostro con Sala Capitolare, il refettorio, il dormitorio (nella versione trecentesca), la chiesa con campanile (trecentesco, innalzato quindi ormai fuori dalle prescrizioni cistercensi che ne impedivano l'erezione), la sagrestia affiancata dalla scala da cui i monaci scendevano alla chiesa, la notte, per recitare i salmi.
La chiesa ha una pianta a tre navate, con finto transetto e con absidi semicircolari rivolte ad oriente; è affiancata a sud dal chiostro in parte conservato e ricostruito sul lato occidentale.
Particolarmente rilevanti la sala capitolare e la sala di lavoro, con volte ad ogiva rette da colonne marmoree.

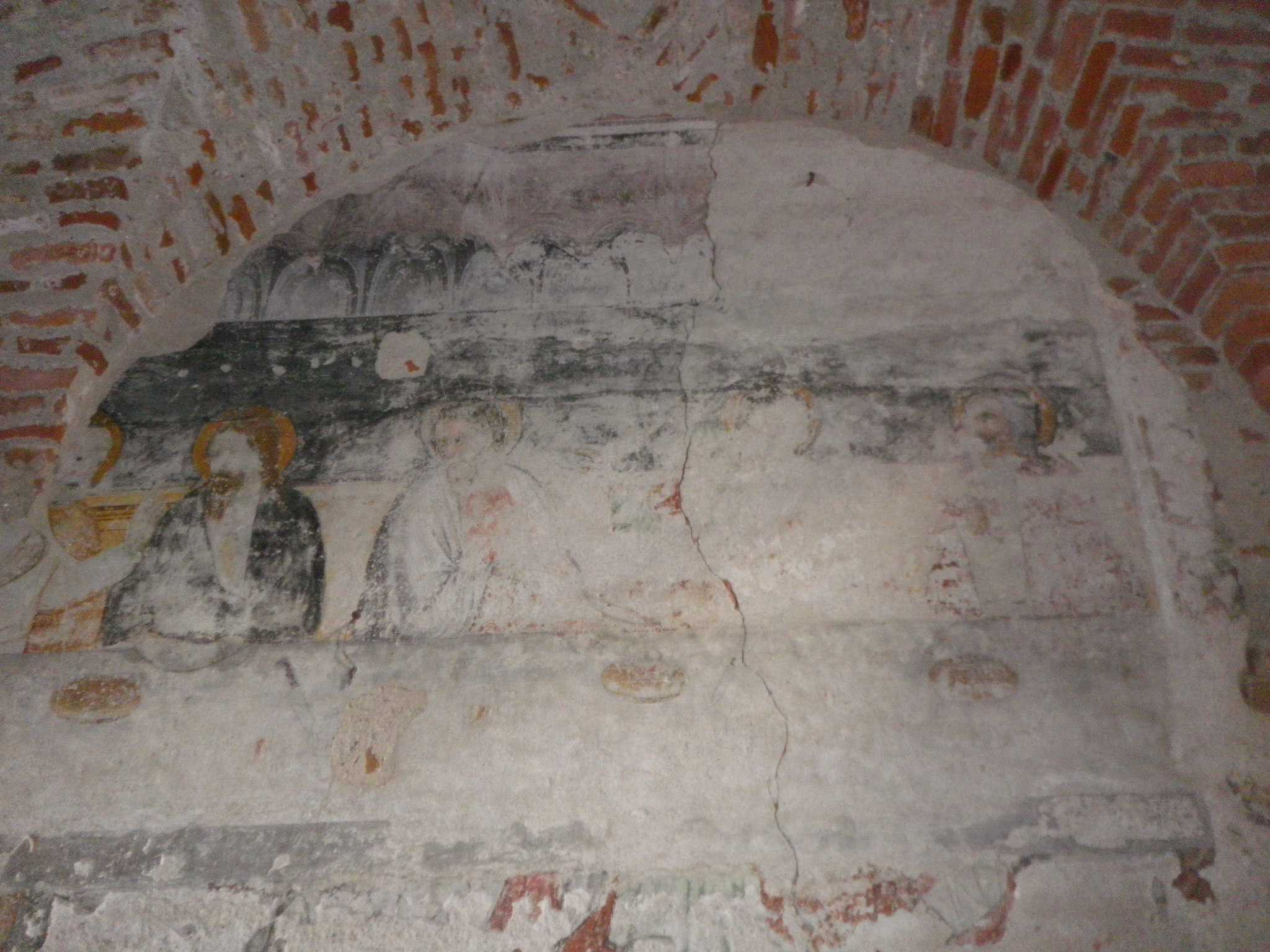
Affresco all'interno del refettorio

La visita dell'abbazia consente di osservare elementi interessanti dell'architettura romanica della prima metà del XII secolo e gotica dei secoli XIII-XV, elementi delle trasformazioni di epoca moderna (compresi i contrafforti ad archi rampanti), edifici dell'attività agricola dal XVII secolo. La chiesa, che nella sostanza si manterrà in forme romaniche, offre poi tracce cospicue di arte del gotico internazionale e del rinascimento di cui Bruno Ciliento e Guido Gentile hanno delineato indirizzi salienti nelle complesse storie che hanno portato a curiosi reimpieghi e dispersioni, in particolare nei primi decenni del XIX secolo, all'epoca del re di Sardegna Carlo Alberto di Savoia.
Gli edifici abbaziali presentano decorazioni scultoree ed a rilievo marmoreo (chiavi di volta, capitelli, cornici) dei secoli XII-XIV in particolare nel chiostro, nella chiesa e nella sala capitolare.
La chiesa ha un esonartece trecentesco e superiormente una facciata rinascimentale con decorazioni prospettiche: all'interno si conservano significative testimonianze dell'arte tardo-gotica e rinascimentale, tra cui principalmente il pulpito tardogotico, una Crocifissione con san Giovanni e la Vergine scolpita in legno (circa 1530, originariamente sull'architrave del varco di accesso al coro), la grande macchina d'altare con i dipinti di Oddone Pascale eseguito intorno al 1531-1533 e sculture in legno policromate, l'altare cinquecentesco dell'abside sinistra, con ancona lignea del 1525, scolpita con eleganti candelabre rinascimentali dallo scultore Agostino Nigra di Cavallermaggiore.

## Galleria d'immagini

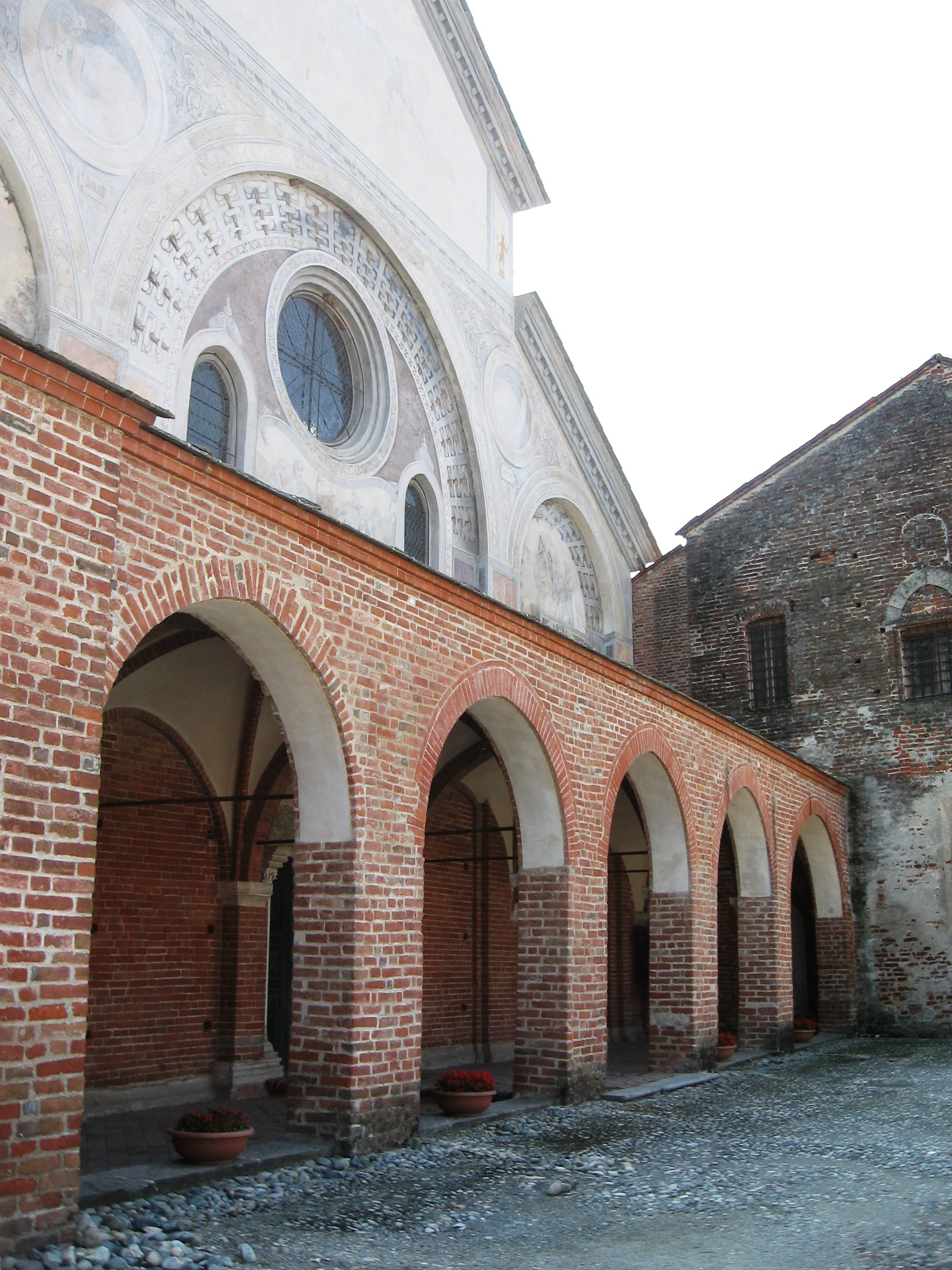
Facciata della chiesa abbaziale
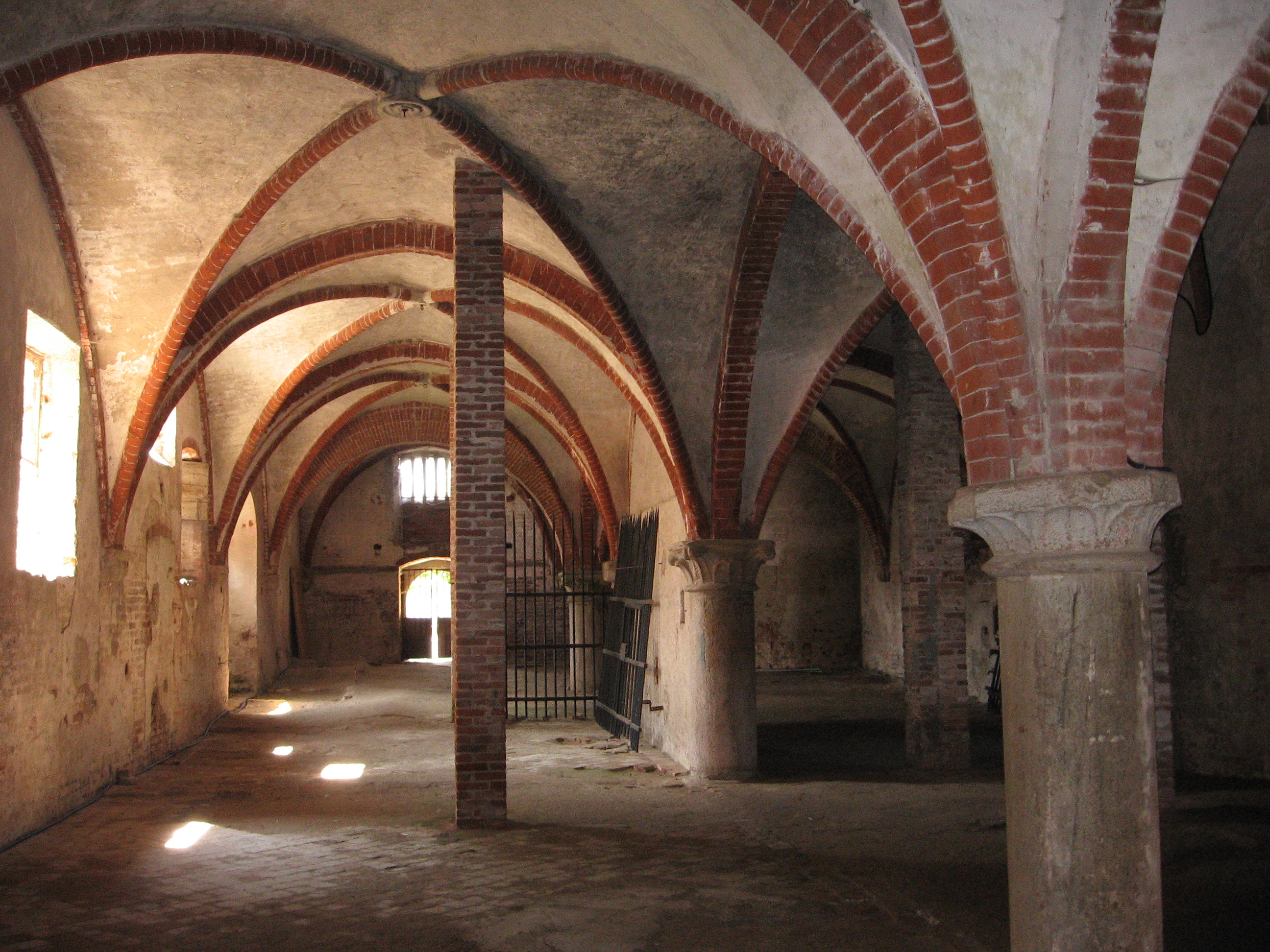
Il laboratorio dei monaci. I pilastri quadrangolari sono aggiunte ottocentesche, apposte per motivi di sicurezza
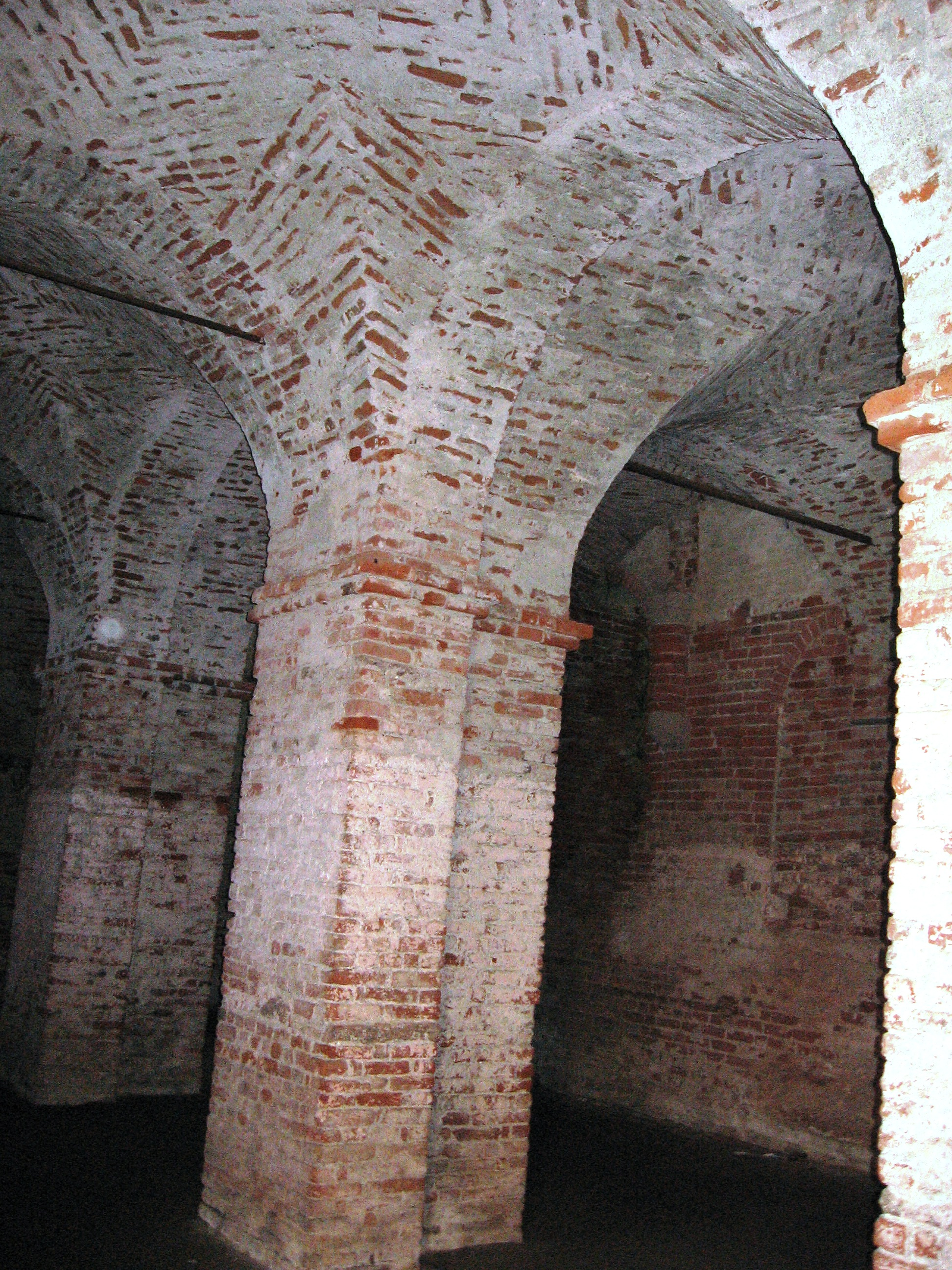
Interno del refettorio dei monaci. Pilastro e volte a crociera ricostruite dopo i danneggiamenti conseguenti la battaglia di Staffarda
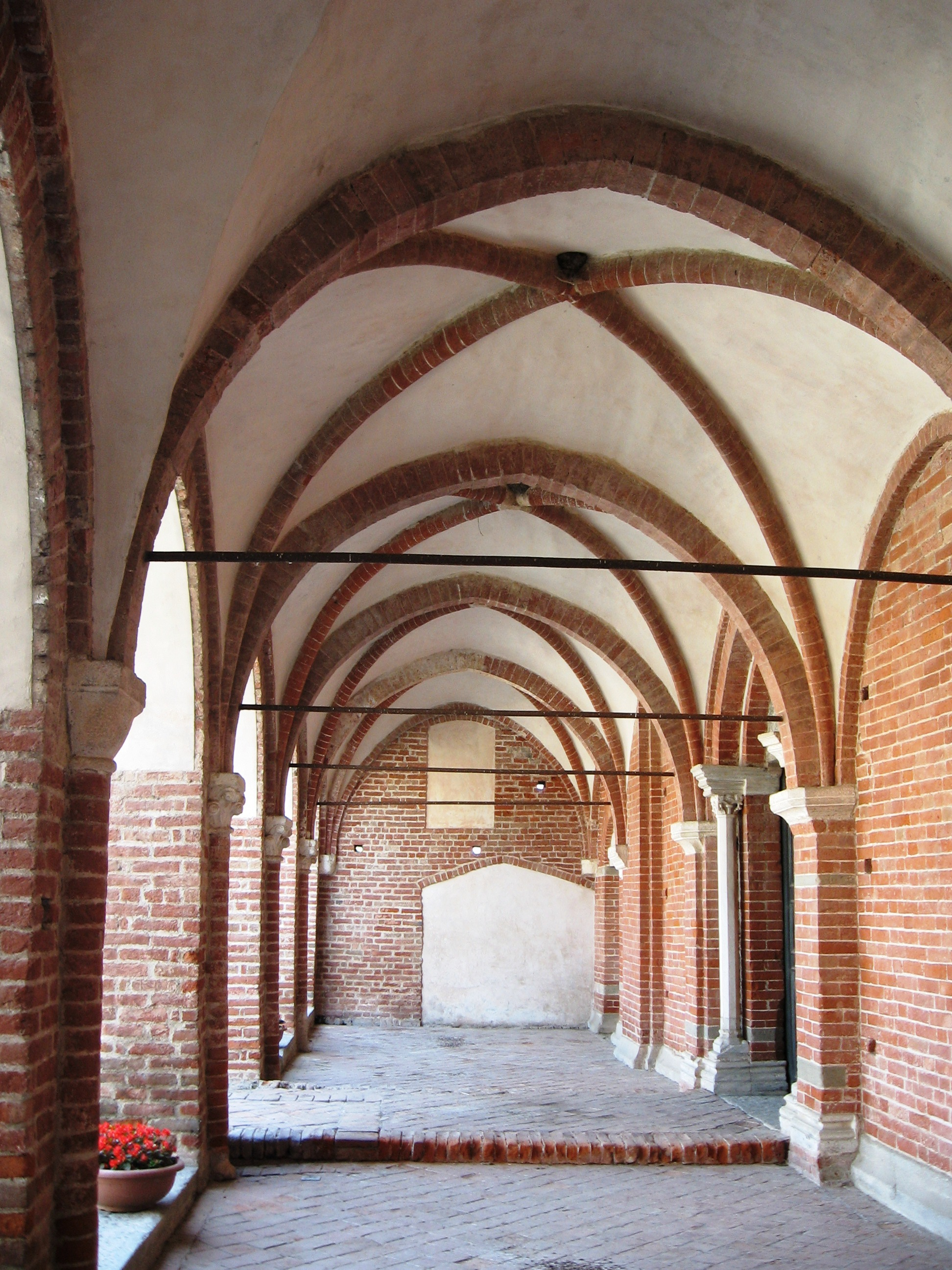
Il portico di ingresso alla chiesa abbaziale
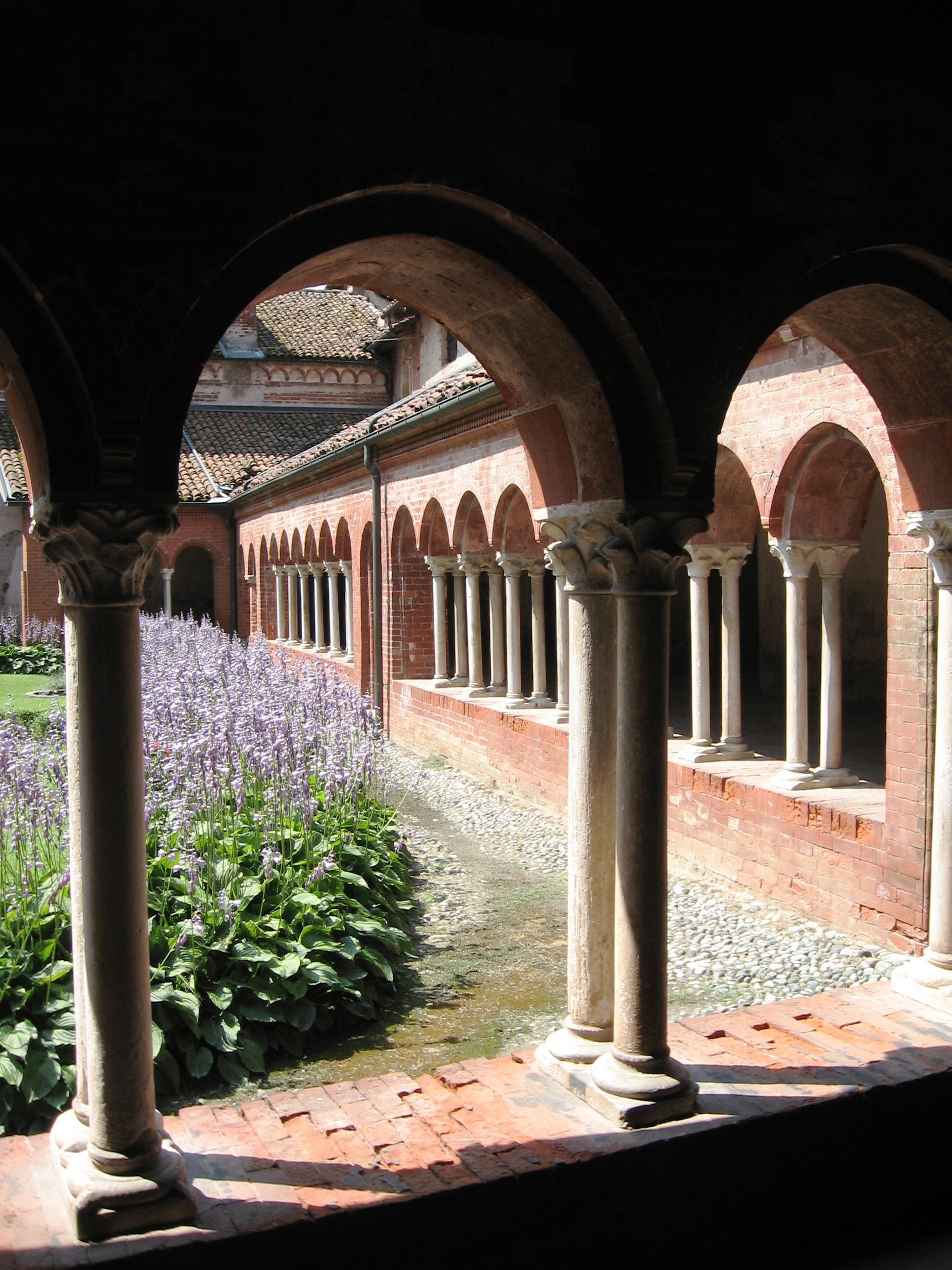
Angolo del chiostro
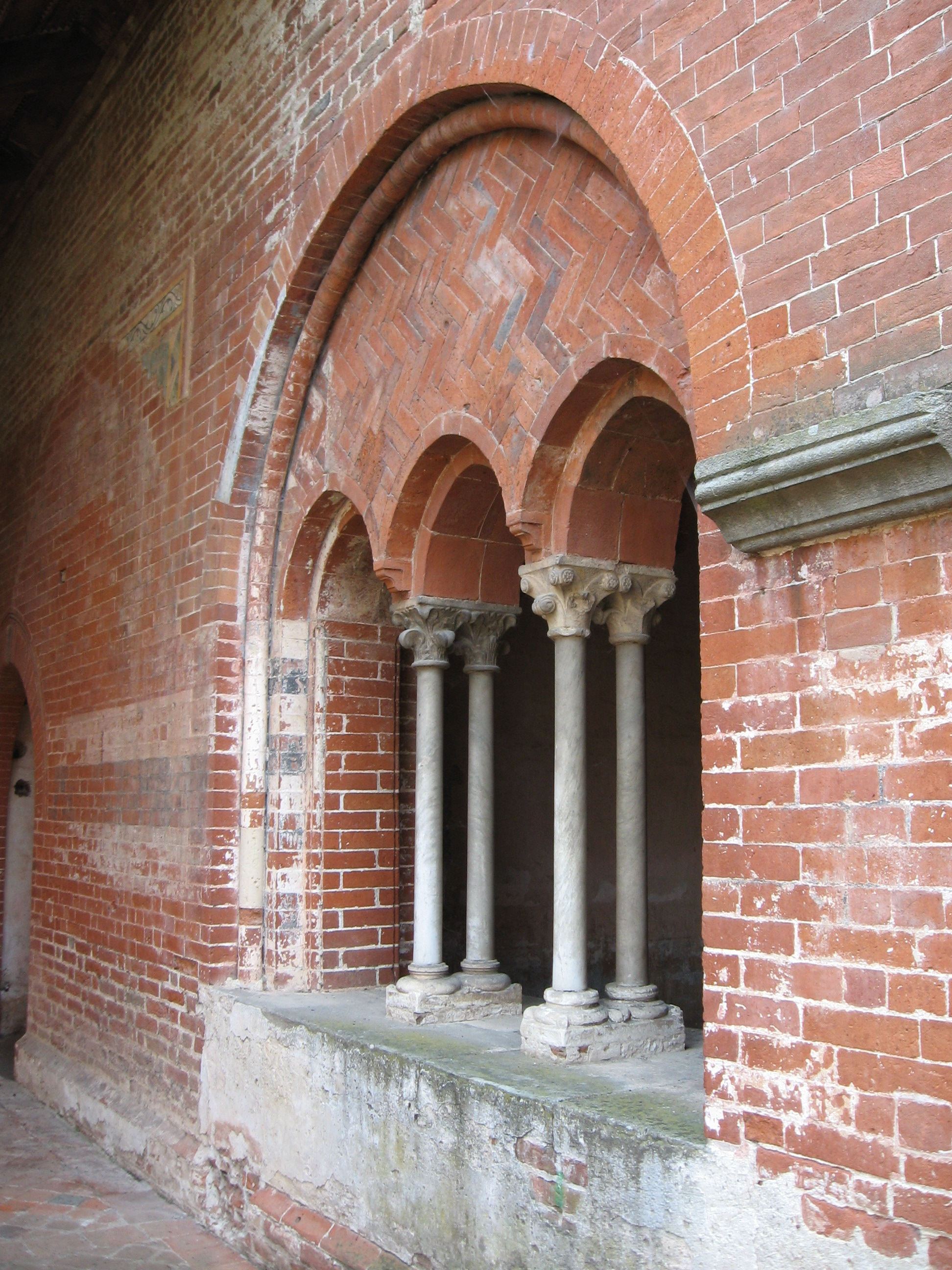
Trifora della Sala Capitolare
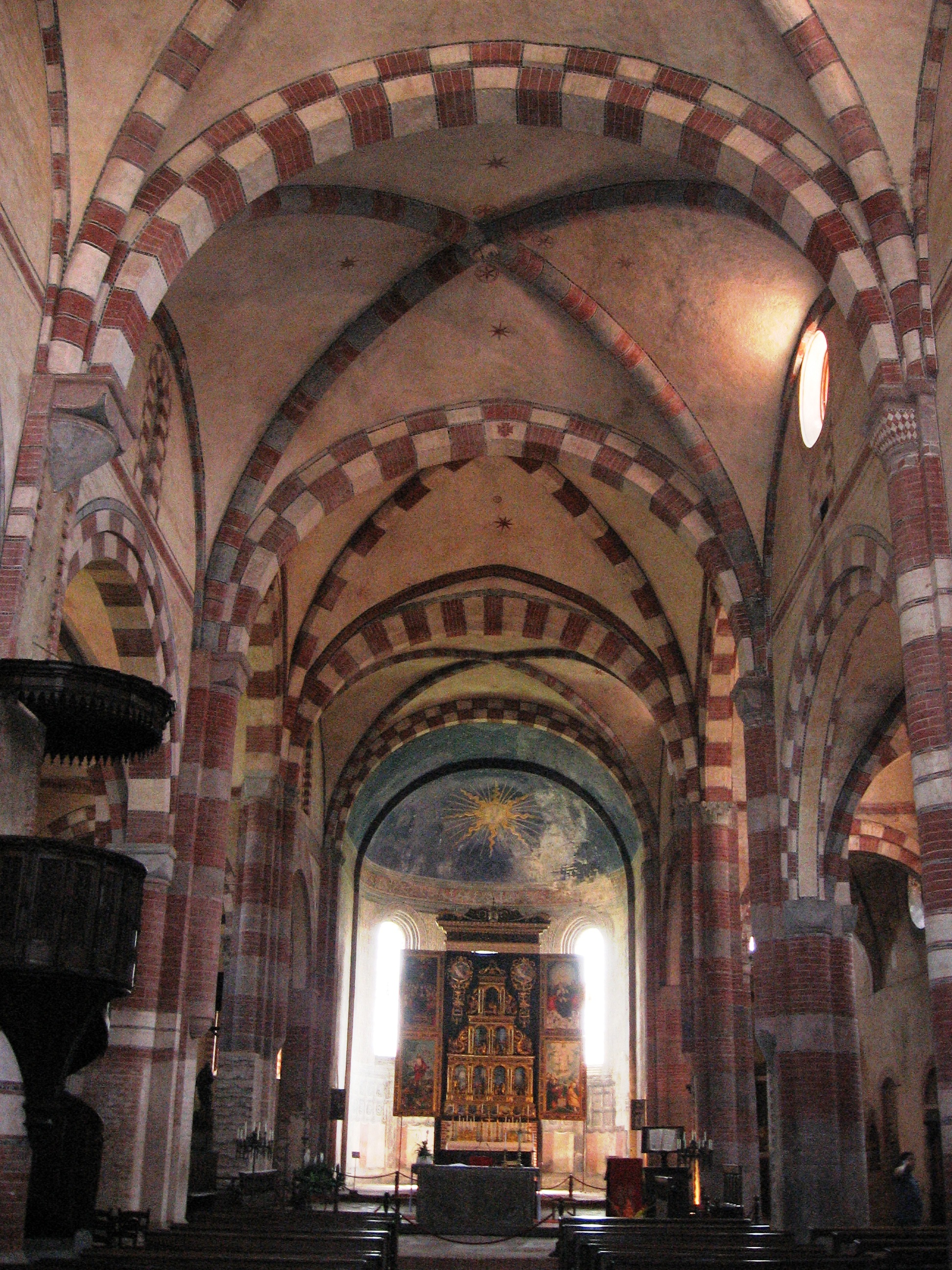
Chiesa abbaziale di fattura romanico/gotica. Navata centrale
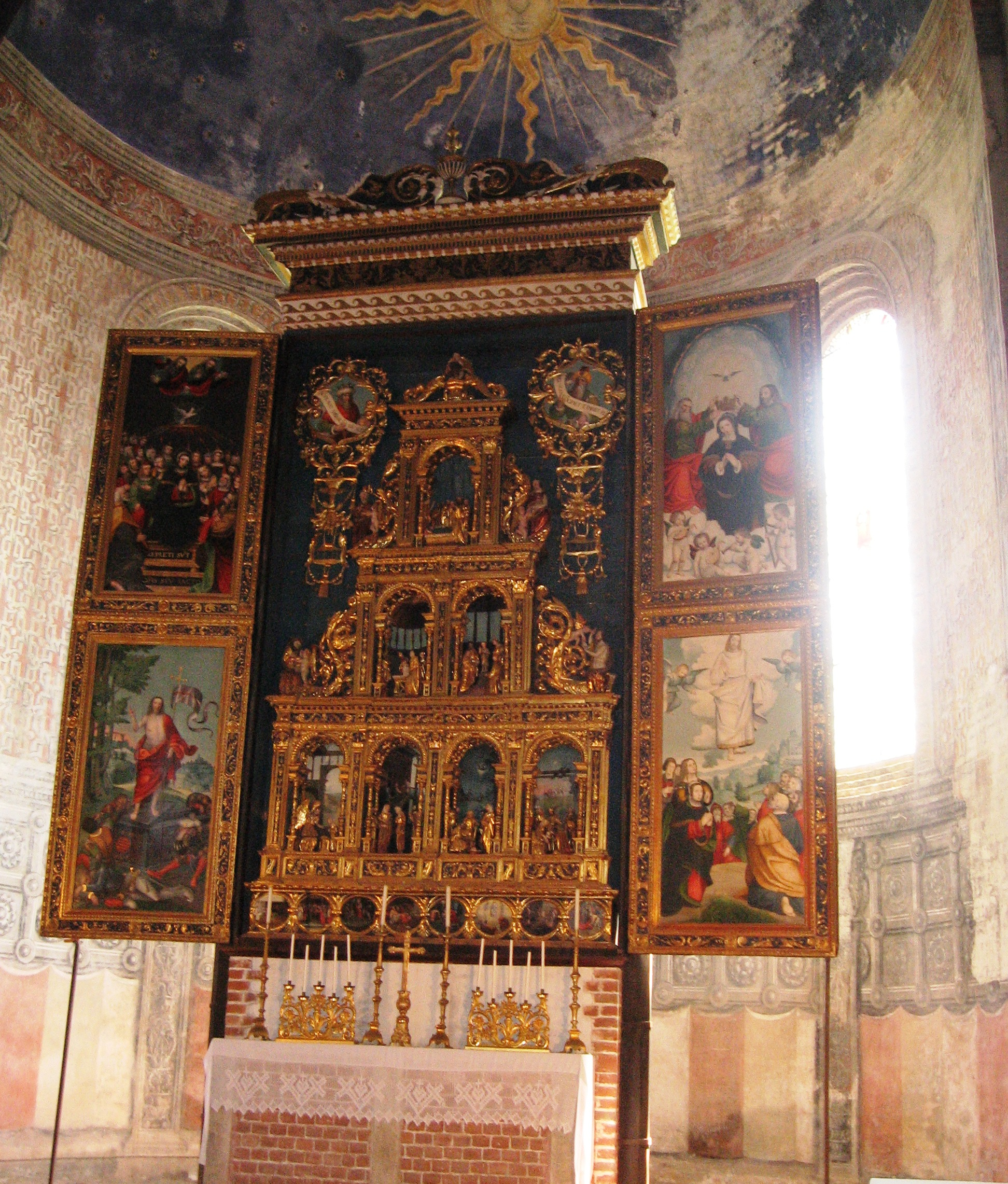
Polittico dell'altar maggiore. Secolo XVI (1531-1533). Dipinti di Oddone Pascale e statue dorate e policrome
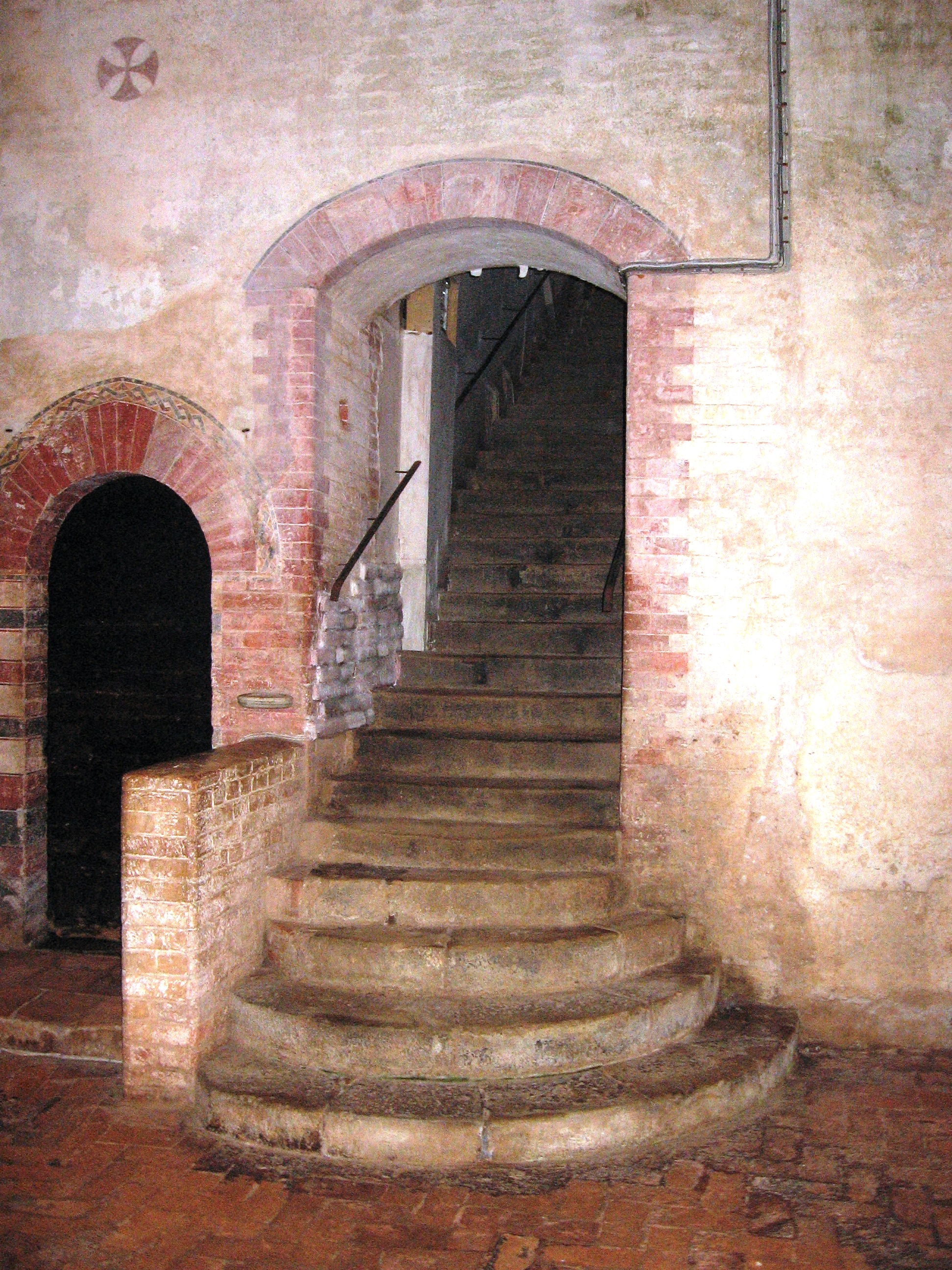
La scala da cui scendevano i monaci dalle celle ai piani superiori per la Liturgia delle Ore. A sinistra la porta di accesso alla Sacrestia